# Heinrich Beck (Mediziner)
Heinrich Beck (* 31. Mai 1928 in Coburg; † 7. Februar 2006 in Erlangen) war ein deutscher Chirurg und Hochschullehrer. Er befasste sich vor allem mit Erkrankungen und Verletzungen der Extremitäten und leitete die unfallchirurgische Abteilung der Chirurgischen Klinik im Universitätsklinikum Erlangen.

## Leben
Heinrich Beck studierte von 1948 bis 1954 Medizin an der Friedrich-Alexander-Universität Erlangen und der Philipps-Universität Marburg. Er wurde zum Dr. med. promoviert. 1955 wurde er wissenschaftlicher Mitarbeiter von Gerd Hegemann, der zum Direktor der Chirurgischen Universitätsklinik Erlangen ernannt wurde. Bereits 1963 wurde Beck die Leitung der unfallchirurgischen Abteilung übertragen. Gleichzeitig wurde er Leiter der physikalischen Abteilung und Leiter der Berufsfachschule für Krankengymnastik.
Unter Becks Leitung wurde das Spektrum der Unfallchirurgie in Erlangen erweitert und ausgebaut. In Zusammenarbeit mit dem Weisendorfer Unternehmen Peter Brehm etablierte er die Hüftendoprothetik. In den 1960er Jahren propagierte er den hinteren Zugang zum Hüftgelenk. Seit den 1970er Jahren arbeitete Beck an der Entwicklung zementloser Hüftprothesen, wobei er eng mit Hans Ulrich Zwicker vom werkstoffwissenschaftlichen Institut der Universität Erlangen-Nürnberg zusammenarbeitete. Beck, der 1971 außerplanmäßiger Professor der Universität Erlangen-Nürnberg war, führte knapp 20.000 Hüftoperationen durch und übernahm den Vorsitz von über 100 nationalen und internationalen Kongressen.  1989 erhielt er den Verdienstorden der Bundesrepublik Deutschland. Ein Schüler ist Friedrich Hennig. Nach seiner Pensionierung 1994 nahm er Aufgaben bei der internationalen Flugambulanz wahr und war in zahlreichen Einsätzen tätig, etwa in Brasilien, im Irak oder für minenverletzte Kinder in Sarajevo, wo er auch eine Schmerzklinik eröffnete.